# Appleton (rum)
Appleton is een van de bekendste rums van Jamaica. Appleton estate is een van de oudste ondernemingen op het eiland. Hier wordt sinds 1749 rum geproduceerd. De plantage bestond al in 1655, het jaar dat de Engelsen het eiland Jamaica op de Spanjaarden veroverden. Het bedrijf omvat een plantage van 4400 ha in het westen van Jamaica, waar circa 216.000 ton suikerriet per jaar wordt geproduceerd. Het bedrijf is sinds 1916 in handen van de firma J.Wray and Nephew, drankenhandel en -producent uit de hoofdstad Kingston. Wray and Nephew maakt sinds 2012 deel uit van de Gruppo Campari. In 2002 werd de grens van 1.000.000 verkochte flessen per jaar gepasseerd.
Appleton maakt diverse soorten rum: white, gold, dark en diverse langdurig op vaten gerijpte rums. Ook produceert men de op Jamaica zeer populaire Wray & Nephew White Overproof Rum (63% alcohol) en de Blackwell - Black Gold, een zeer donkere rum, samengesteld door Chris Blackwell, die niet het familiebedrijf Wray & Nephew overnam, maar Island Records opzette. Appleton rum is internationaal bekend om de hoge kwaliteit van zijn producten.

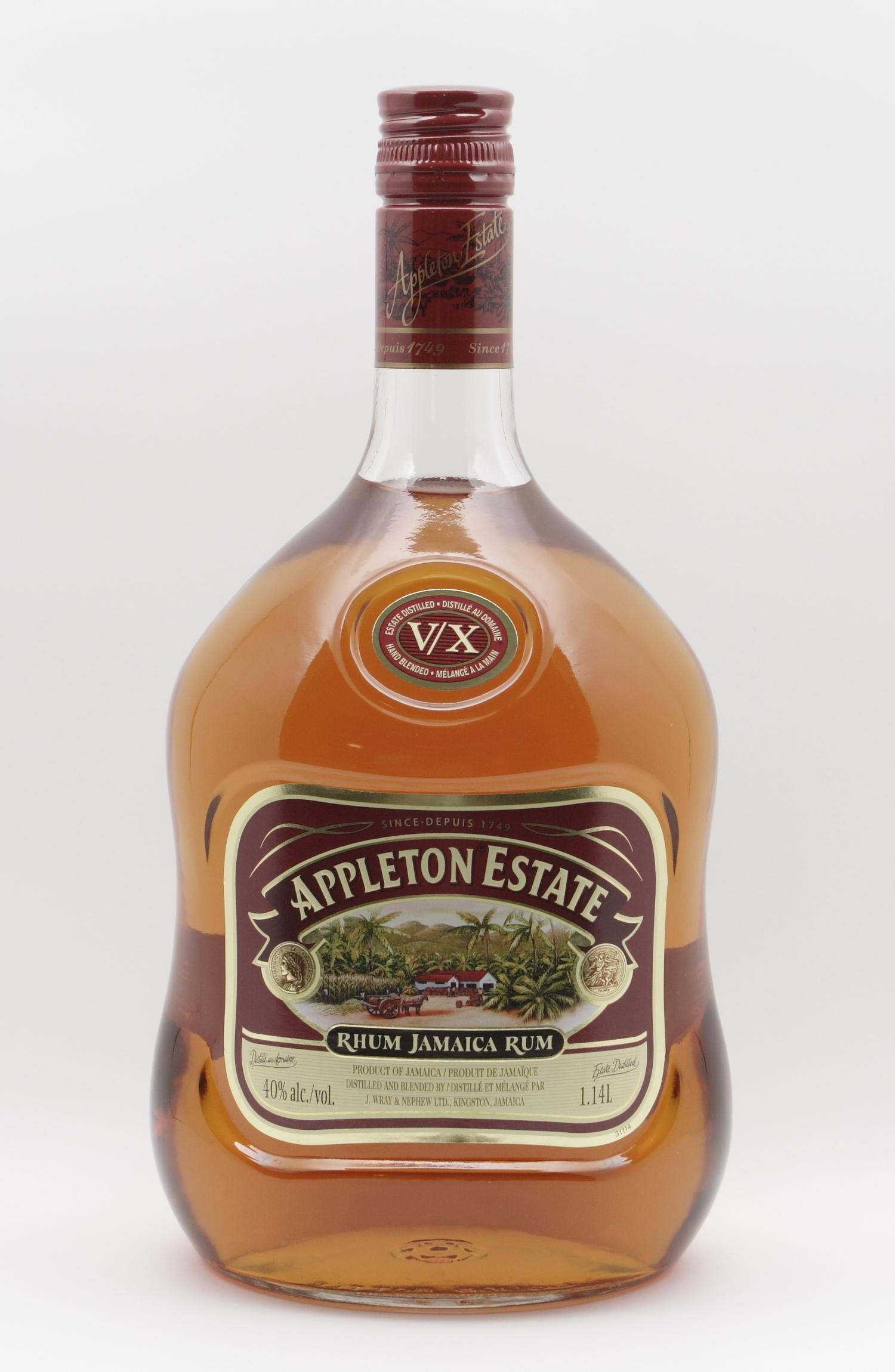
Appleton Estate V/X rum (5-10 jaar oud)
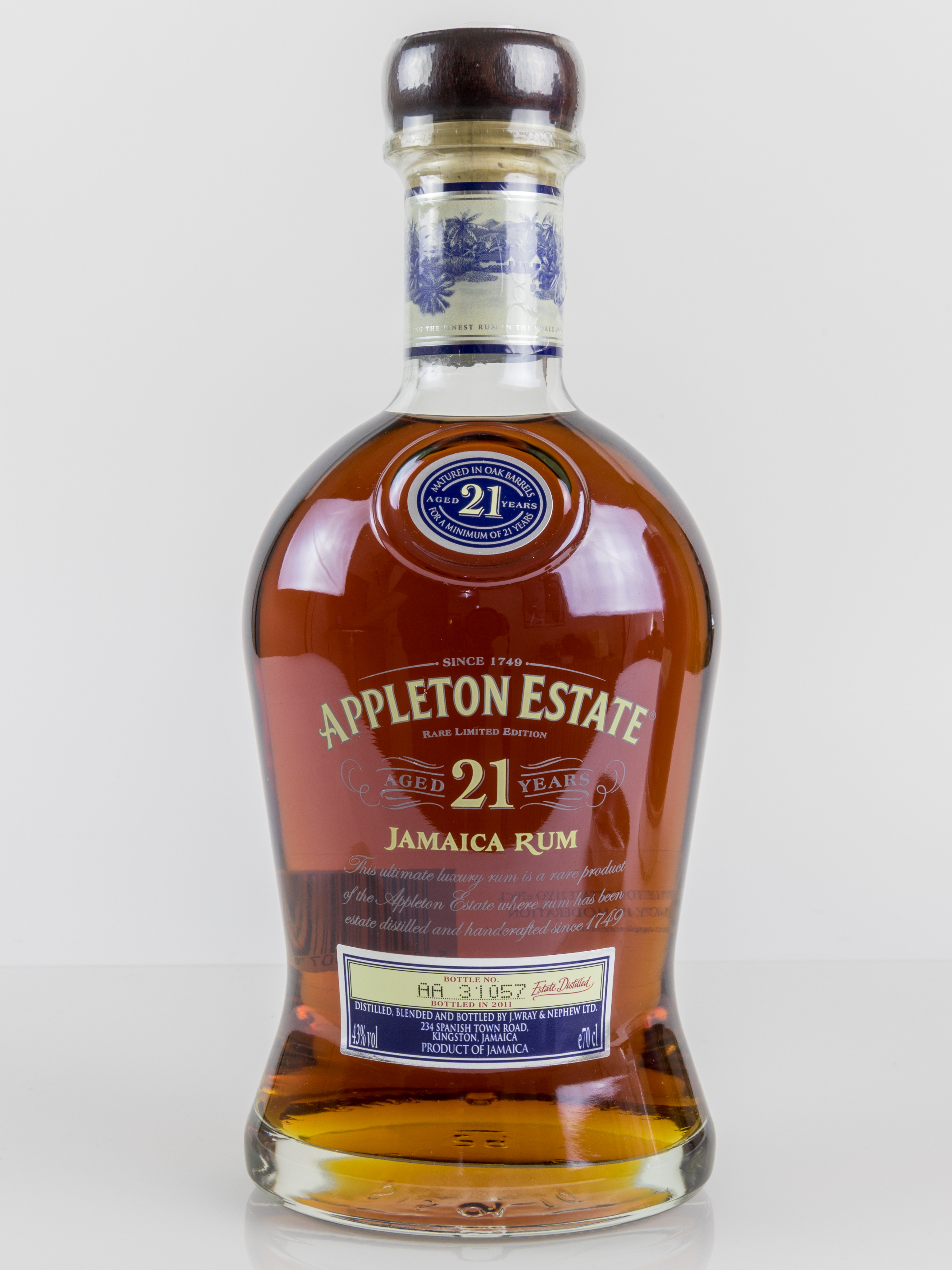
Appleton Estate Aged 21 Years rum